# Bisbat de San Benedetto del Tronto-Ripatransone-Montalto
El bisbat de San Benedetto del Tronto-Ripatransone-Montalto (italià: diocesi di San Benedetto del Tronto-Ripatransone-Montalto; llatí: Dioecesis Sancti Benedicti ad Truentum-Ripana-Montis Alti) és una seu de l'Església catòlica, sufragània de l'arquebisbat de Fermo, que pertany a la regió eclesiàstica Marques. El 2010 tenia 130.696 batejats d'un total de 137.135 habitants. Actualment està regida pel bisbe Carlo Bresciani.

## Territori

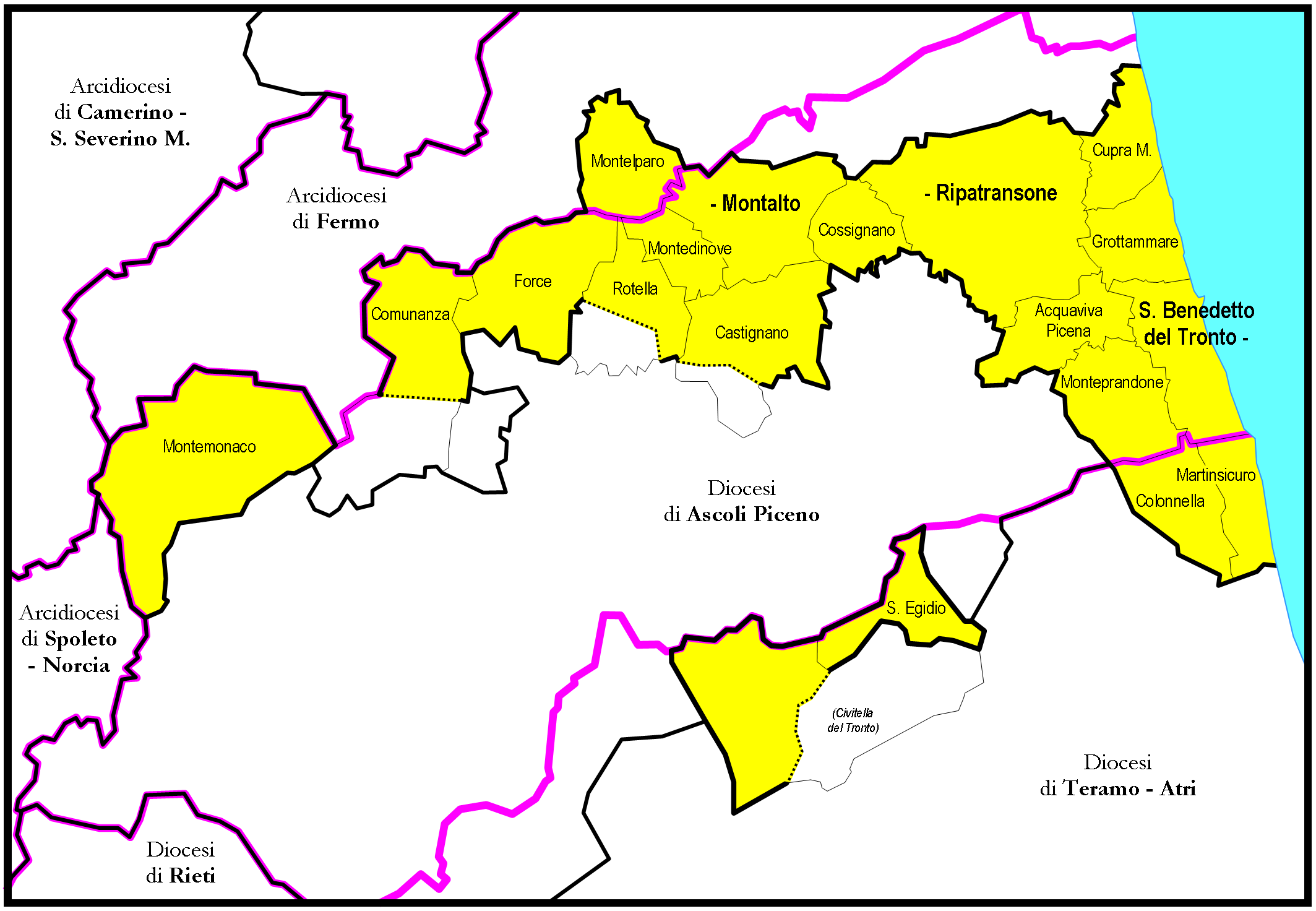
Mapa de la diòcesi

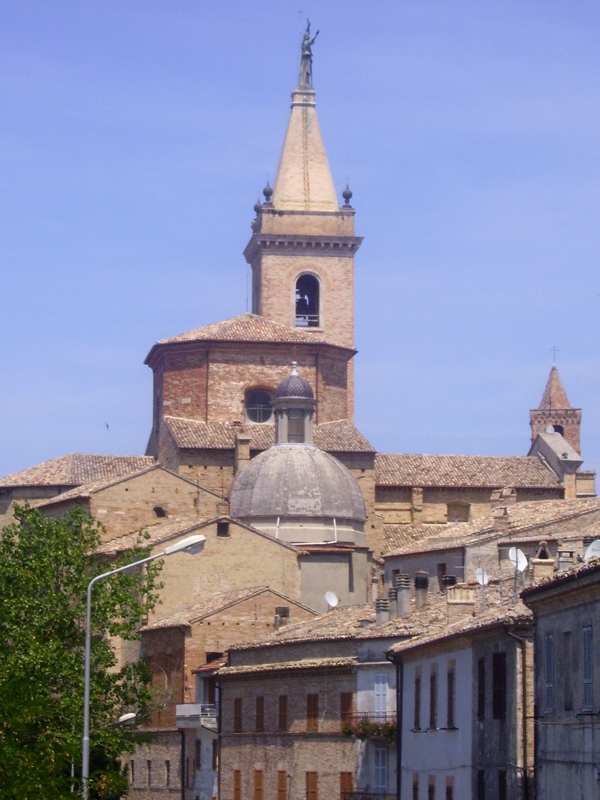
La cocatedral de Santi Gregorio Magno e Margherita a Ripatransone

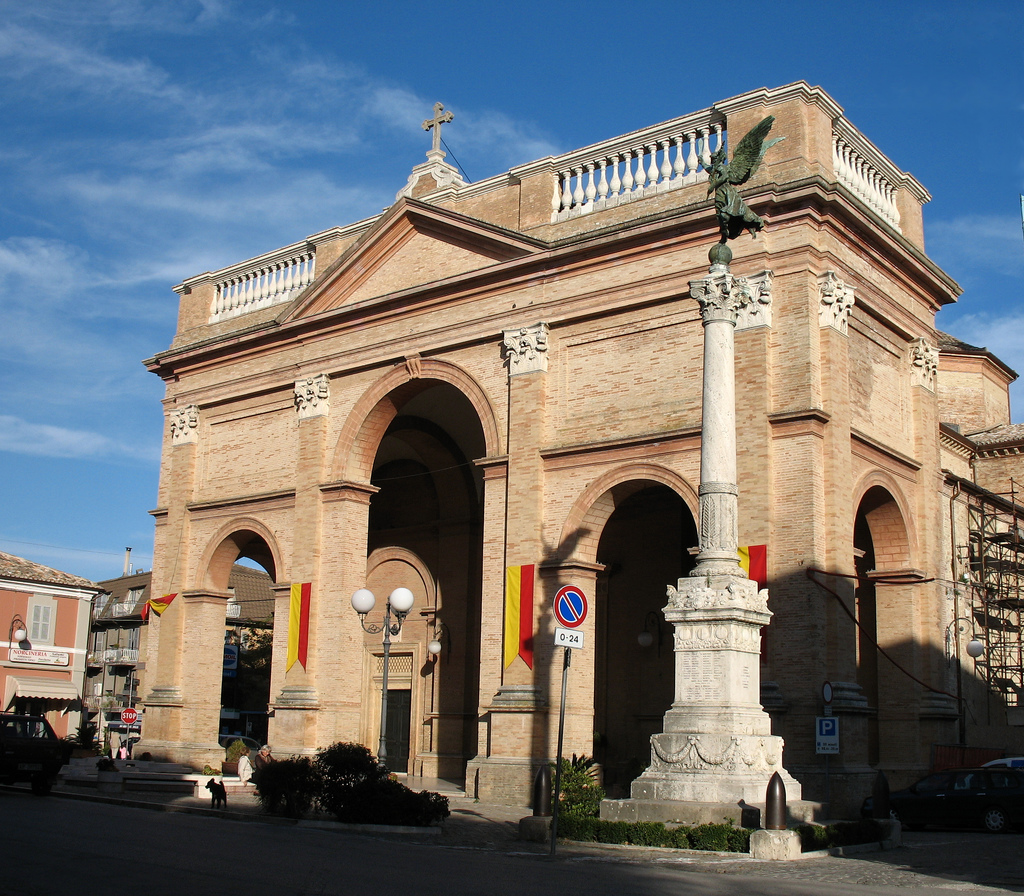
La Cocatedral de Santa Maria Assunta a Montalto delle Marche

La diòcesi comprèn 19 municipis, dels quals 14 es troben a la província d'Ascoli Piceno, 1 a la província de Fermo i 4 a la província de Teramo: Acquaviva Picena, Castignano, Civitella del Tronto (TE), Colonnella (TE), Comunanza, Cossignano, Cupra Marittima, Force, Grottammare, Martinsicuro (TE), Montalto delle Marche, Montedinove, Montelparo (FM), Montemonaco, Monteprandone, Ripatransone, Rotella, San Benedetto del Tronto i Sant'Egidio alla Vibrata (TE). Una part del territori de Rotella, la que toca la part (anteriorment municipi autònom) de Castel di Croce, pertany al bisbat d'Ascoli Piceno.
Limita al nord amb l'arquebisbat de Fermo, al sud amb els bisbats d'Ascoli Piceno i Teramo-Atri, i a oest amb els de Camerino-San Severino Marche i Spoleto-Norcia.
La seu episcopal es troba a la ciutat de San Benedetto del Tronto, on es troba la basílica catedral de Santa Maria della Marina; mentre que a les altres seus històriques de Ripatransone i Montalto es troben les cocatedrals, dedicades respectivament a Santi Gregorio Magno e Margherita i a Santa Maria Assunta
El territori està dividit en 54 parròquies, agrupades en cinc vicaries.

## Història
La diòcesi de Ripatransone va ser erigida per Pius V l'1 d'agost de 1571 amb la butlla Illius fulciti, amb territori desmembrat de les diòcesis circumdants (Fermo, Ascoli Piceno i Teramo). Originalment estava immediatament subjecta a la Santa Seu.
La diòcesi de Montalto va ser erigida per Sixt V el 24 de novembre de 1586 amb la butlla Super universas; en el mateix document es va unir a l'abadia de Santa Maria in Montesanto, construït als Abruços, la jurisdicció Montalto i va ordenar que cada bisbe també tindria el títol d'abat. La recent erigida diòcesi es va separar al seu torn des Ripatransone i agregà algunes localitats de la diòcesi de Fermo i Ascoli Piceno. Sixt V va erigir llavors el deganat de Montalto, incloent la diòcesi de Ripatransone sota la seva jurisdicció. Finalment, amb la butlla Universis orbis ecclesiis del 24 de maig de 1589 convertí Fermo en arxidiòcesi, rebent com a sufragànies les diòcesi de Montalto i Ripatransone. El deganat de Montalto va durar des 1587 al 1810, quan l'aplicació de les lleis del govern de Napoleó del Regne d'Itàlia va portar la seva supressió.
El bisbe Lorenzo Azzolini va ser el responsable de la fundació del seminari de Ripatransone en 1623. En el mateix any, la catedral va ser transferida des de l'església de Sant Benigne a l'actual església de Sant Gregori. El seminari va ser iniciat per Girolamo Codebò, sostingut i ampliat per Lucantonio Accoramboni i refet per Pietro Paolo Mazzichi al segle xix.
Les diòcesis es van unir in persona episcopi el 18 de desembre de 1924, sota el bisbe montaltès Luigi Ferri, amb seu a Ripatransone.
Gràcies al treball i a la intervenció del bisbe Vincenzo Radicioni (1951-1983), amb el decret In dioecesi Ripana de la Congregació per als Bisbes, emesa l'11 de febrer de 1973, però publicat el 25 de març, l'església de Santa Maria de la Marina de San Benedetto del Tronto va ser elevada al rang de catedral.
El bisbe sempre havia planejat elevar la ciutat més poblada de Sant Benedetto a ciutat episcopal, i amb aquesta finalitat ja havia començat a preparar les construccions necessàries per tal objectiu: la reestructuració de la futura catedral, construïda a la via Formentini (1959), d'un edifici destinat a servir com a nou palau episcopal. La seva iniciativa va tenir èxit el 7 d'abril de 1983, quan la Santa Seu, amb el decret Quo aptius de la Congregació per als Bisbes es va traslladar la seu episcopal des Ripatransone a San Benedetto del Tronto i la diòcesi va assumir el nom oficial Ripatransone-San Benedetto del Tronto. Alhora, les seus de Montalto i Ripatransone-San Benedetto del Tronto es van unir aeque principaliter amb el nom de Diòcesi de Montalto i Ripatransone-San Benedetto del Tronto i amb seu episcopal en aquesta última ciutat.
El 30 de setembre de 1986, en virtut del Decret Instantibus votis de la Congregació per als Bisbes, s'establí la plena unione de les dues diòcesis i el nou districte eclesiàstic va assumir el seu nom actual; la catedral de Sant Benedetto del Tronto va ser elevada a la categoria de nova catedral diocesana, mentre que les altres catedrals es van convertir en cocatedrals.
Les obres de construcció realitzades per Radicioni van ser parcialment incloses i en part excloses del nou projecte: la construcció de l'Obra Catòlica, que es convertiria en el nou palau episcopal, Chiaretti preferí l'antiga Villa Anelli, propera a la Torre de Gualtieri. La vila va ser comprada per la Cúria en 1989. L'edifici va ser demolit per donar pas a un condomini (15 de juny de 1998). El palau episcopal històric de Ripatransone va ser utilitzat com a residència d'estiu per Monsenyor Chiaretti.

## Cronologia episcopal

### Bisbes de Ripatransone
- Lucio Sassi † (3 d'octubre de 1571 - 20 de maig de 1575 renuncià)
- Filippo Sega † (20 de maig de 1575 - 3 d'octubre de 1578 nomenat bisbe de Piacenza)
- Nicolò Aragonio † (3 d'octubre de 1578 - 3 d'agost de 1579 nomenat bisbe d'Ascoli Piceno)
- Troilo Boncompagni † (3 d'agost de 1579 - 31 de gener de 1582 nomenat bisbe de Foligno)
- Gaspare Silingardi † (18 de juny de 1582 - 1591 renuncià)[3]
- Pompeo De Nobili † (29 de maig de 1591 - 1607 mort)
- Sebastiano Poggi † (7 de maig de 1607 - 1620 renuncià)
- Lorenzo Azzolini † (17 de febrer de 1620 - 2 d'agost de 1632 nomenat bisbe de Narni)
  - Francesco Vitelli † (16 d'abril de 1633 - 1634 renuncià) (administrador apostòlic)
- Antonio Arrigoni † (3 d'abril de 1634 - 6 de març de 1636 mort)
- Niccolò Orsini † (22 de setembre de 1636 - 18 d'octubre de 1653 mort)
- Ulisse Orsini † (12 de gener de 1654 - novembre de 1679 mort)
- Giovan Giorgio Mainardi † (11 de març de 1680 - novembre de 1693 mort)
- Francesco Azzolini † (15 de març de 1694 - 1694 mort)
  - Giuseppe Bartocci † (1694 - 1695) (administrador apostòlic)
- Pietro Alessandro Procaccini † (24 de gener de 1695 - 15 de desembre de 1704 nomenat bisbe d'Avellino e Frigento)
- Giosafatte Battistelli † (8 de juny de 1705 - 10 de maig de 1717 nomenat bisbe de Foligno)
- Gregorio Lauri † (12 de juny de 1717 - 31 de juliol de 1726 nomenat bisbe d'Ascoli Piceno)
- Francesco Andrea Correa, Sch.P. † (9 de desembre de 1726 - agost de 1738 mort)
- Giacomo Costa, C.R. † (15 de juliol de 1739 - 29 de maig de 1747 nomenat bisbe de Belluno)
- Luca Niccolò Recco † (29 de maig de 1747 - 25 de gener de 1765 mort)
- Bartolomeo Bitozzi † (5 de juny de 1765 - 17 d'octubre de 1779 mort)
- Bartolomeo Bacher † (13 de desembre de 1779 - 6 de juliol de 1813 mort)
  - Sede vacante (1813-1816)
- Michelangelo Calmet † (22 de juliol de 1816 - 8 d'agost de 1817 mort)
- Ignazio Ranaldi, C.O. † (25 de maig de 1818 - 23 d'agost de 1819 nomenat arquebisbe d'Urbino)
  - Sede vacante (1819-1824)
  - Ludovico Luigi Ugolini † (23 d'agost de 1819 - 24 de maig de 1824 nomenat bisbe de Fossombrone) (administrador apostòlic)
- Filippo Monacelli † (24 de maig de 1824 - 15 de desembre de 1828 nomenat bisbe de Pesaro)
  - Luigi Maria Canestrari † (1828 - 15 de març de 1830) (administrador apostòlic)
- Filippo Appignanesi † (15 de març de 1830 - 27 de setembre de 1837 mort)
  - Sede vacante (1837-1842)
  - Luigi Maria Canestrari † (1837 - 27 de gener de 1842) (administrador apostòlic, per segon cop)
- Martino Caliendi † (27 de gener de 1842 - 21 d'abril de 1845 nomenat bisbe de Montefeltro)
- Giovanni Carlo Gentili † (21 d'abril de 1845 - 12 d'abril de 1847 nomenat bisbe de Pesaro)
- Camillo Bisleti † (4 d'octubre de 1847 - 23 de juny de 1854 nomenat bisbe de Corneto e Civitavecchia)
- Fedele Bufarini † (30 de novembre de 1854 - 23 de març de 1860 nomenat bisbe de Comacchio)
- Alessandro Paolo Spoglia † (23 de març de 1860 - 27 de març de 1867 nomenat bisbe de Comacchio)
  - Sede vacante (1867-1871)
- Francesco Alessandrini † (27 d'octubre de 1871 - 17 de novembre de 1881 mort)
- Giuseppe Ceppetelli † (27 de març de 1882 - 23 de juny de 1890 nomenat bisbe auxiliar de Roma)
- Giacinto Nicolai † (23 de juny de 1890 - 1899 renuncià)
- Raniero Sarnari † (24 de març de 1900 - 9 de juny de 1902 nomenat bisbe de Macerata e Tolentino)
- Luigi Boschi † (5 de maig de 1902 - 20 de gener de 1924 mort)
- Luigi Ferri † (18 de desembre de 1924 - 17 de maig de 1946 jubilat)
- Pietro Ossola † (1 de setembre de 1946 - 1 de desembre de 1951 renuncià)
- Vincenzo Radicioni † (10 de desembre de 1951 - 7 d'abril de 1983 jubilat)

### Bisbes de Montalto
- Paolo Emilio Giovannini † (26 de novembre de 1586 - 6 d'agost de 1606 mort)
- Tiberio Mandosi † (11 de desembre de 1606 - 3 de novembre de 1607 mort)
- Paolo Orsini † (14 de juliol de 1608 - 12 d'abril de 1640 mort)
- Orazio Giustiniani, C.O. † (13 de setembre de 1640 - 16 de gener de 1645 nomenat bisbe de Nocera Umbra)
- Girolamo Codebò † (6 de febrer de 1645 - 24 de gener de 1661 nomenat bisbe de Reggio Emilia)
- Cesare Cancellotti o Lancellotti † (26 de juny de 1662 - 27 de juny de 1673 mort)
- Ascanio Paganelli † (11 de setembre de 1673 - 30 de juny de 1710 mort)
- Lucantonio Accoramboni † (11 de maig de 1711 - 1 de setembre de 1735 mort)
- Pietro Bonaventura Savini † (26 de setembre de 1735 - 29 d'agost de 1748 renuncià)[4]
- Leonardo Cecconi † (16 de setembre de 1748 - 27 de gener de 1760 jubilat)
- Giuseppe Maria Centini † (24 de març de 1760 - 15 de maig de 1770 mort)
- Francesco Antonio Marcucci † (6 d'agost de 1770 - 10 de desembre de 1781 nomenat Patriarca titular de Constantinoble) 
  - Francesco Antonio Marcucci † (10 de desembre de 1781 - 12 de juliol de 1798 mort) (administrador apostòlic)
- Francesco Saverio Castiglioni † (11 d'agost de 1800 - 8 de març de 1816 nomenat bisbe de Cesena, posteriorment elegit papa amb el nom de Pius VIII)
- Pietro Paolo Mazzichi † (14 d'abril de 1817 - 9 de maig de 1823 mort)
- Filippo Ambrosi † (17 de novembre de 1823 - 29 de maig de 1825 mort)
- Luigi Maria Canestrari † (19 de desembre de 1825 - 19 d'octubre de 1846 mort)
- Eleonoro Aronne † (21 de desembre de 1846 - 3 d'abril de 1887 mort)
- Luigi Bonetti † (3 d'abril de 1887 - desembre de 1910 renuncià)
- Luigi Ferri † (27 de novembre de 1911 - 17 de maig de 1946 jubilat)
- Pietro Ossola † (1 de setembre de 1946 - 1 de desembre de 1951 renuncià)
- Vincenzo Radicioni † (10 de desembre de 1951 - 7 d'abril de 1983 jubilat)

### Bisbes de Montalto e Ripatransone-San Benedetto del Tronto
- Giuseppe Chiaretti (7 d'abril de 1983 - 30 de setembre de 1986 nomenat bisbe de San Benedetto del Tronto-Ripatransone-Montalto)

### Bisbes de San Benedetto del Tronto-Ripatransone-Montalto
- Giuseppe Chiaretti (30 de setembre de 1986 - 9 de desembre de 1995 nomenat arquebisbe de Perusa-Città della Pieve)
- Gervasio Gestori (21 de juny de 1996 - 4 de novembre de 2013 jubilat)
- Carlo Bresciani, des del 4 de novembre de 2013

## Estadístiques
A finals del 2010, la diòcesi tenia 130.696 batejats sobre una població de 137.135 persones, equivalent al 95,3% del total.
| any                                                       | població | població | població | sacerdots | sacerdots       | sacerdots       | sacerdots             | diaques | religiosos | religiosos | parroquies |
| --------------------------------------------------------- | -------- | -------- | -------- | --------- | --------------- | --------------- | --------------------- | ------- | ---------- | ---------- | ---------- |
| any                                                       | batejats | total    | %        | total     | clergat secular | clergat regular | batejats por sacerdot | diaques | homes      | dones      |            |
| diòcesi de Ripatransone                                   |          |          |          |           |                 |                 |                       |         |            |            |            |
| 1950                                                      | 58.609   | 58.609   | 100,0    | 102       | 68              | 34              | 574                   |         | 52         | 125        | 22         |
| 1970                                                      | 86.453   | 86.723   | 99,7     | 104       | 58              | 46              | 831                   |         | 56         | 228        | 31         |
| 1980                                                      | 85.500   | 86.000   | 99,4     | 89        | 52              | 37              | 960                   |         | 55         | 176        | 35         |
| diòcesi de Montalto                                       |          |          |          |           |                 |                 |                       |         |            |            |            |
| 1950                                                      | 32.348   | 32.351   | 100,0    | 63        | 56              | 7               | 513                   |         | 7          | 48         | 34         |
| 1970                                                      | 30.000   | 30.000   | 100,0    | 47        | 41              | 6               | 638                   |         | 7          | 54         | 37         |
| 1980                                                      | 31.500   | 31.700   | 99,4     | 40        | 35              | 5               | 787                   |         | 6          | 26         | 39         |
| diòcesi de San Benedetto del Tronto-Ripatransone-Montalto |          |          |          |           |                 |                 |                       |         |            |            |            |
| 1990                                                      | 113.000  | 114.000  | 99,1     | 110       | 73              | 37              | 1.027                 | 1       | 43         | 172        | 50         |
| 1999                                                      | 120.703  | 123.103  | 98,1     | 104       | 65              | 39              | 1.160                 | 5       | 43         | 175        | 53         |
| 2000                                                      | 121.770  | 124.190  | 98,1     | 104       | 65              | 39              | 1.170                 | 5       | 44         | 176        | 53         |
| 2001                                                      | 121.295  | 125.230  | 96,9     | 103       | 61              | 42              | 1.177                 | 5       | 58         | 159        | 53         |
| 2002                                                      | 121.870  | 126.100  | 96,6     | 105       | 63              | 42              | 1.160                 | 5       | 58         | 159        | 53         |
| 2003                                                      | 122.130  | 127.200  | 96,0     | 102       | 60              | 42              | 1.197                 | 6       | 61         | 158        | 53         |
| 2004                                                      | 121.000  | 126.900  | 95,4     | 101       | 59              | 42              | 1.198                 | 6       | 54         | 156        | 54         |
| 2005                                                      | 121.000  | 126.700  | 95,5     | 98        | 58              | 40              | 1.234                 | 6       | 52         | 154        | 54         |
| 2007                                                      | 130.230  | 134.500  | 96,8     | 102       | 59              | 43              | 1.276                 | 6       | 57         | 189        | 54         |
| 2010                                                      | 130.696  | 137.135  | 95,3     | 104       | 60              | 44              | 1.256                 | 9       | 50         | 136        | 54         |

## Parròquies
Parròquies dividides per vicaria:

### Venerabile Padre Giovanni dello Spirito Santo
- Santa Maria della Marina, Cattedrale di San Benedetto del Tronto
- Madonna del Suffragio di San Benedetto del Tronto
- Sant'Antonio di Padova di San Benedetto del Tronto
- San Benedetto Martire di San Benedetto del Tronto
- San Filippo Neri di San Benedetto del Tronto
- San Giuseppe di San Benedetto del Tronto
- San Pio X di San Benedetto del Tronto
- San Niccolò di Acquaviva Picena
- San Savino di Ripatransone

### San Giacomo della Marca
- Regina Pacis di Centobuchi
- Sacro Cuore di Centobuchi
- San Cipriano di Colonnella
- San Giovanni Evangelista di Colonnella
- Sacro Cuore di Martinsicuro
- Santa Madre Teresa di Calcutta di Martinsicuro
- San Niccolò di Monteprandone
- Cristo Re di Porto d'Ascoli
- San Giacomo della Marca di Porto d'Ascoli
- SS.ma Annunziata di Porto d'Ascoli
- Sacra Famiglia di Porto d'Ascoli
- Santa Maria Bambina e San Gabriele dell'Addolorata di Villa Rosa

### Madonna di San Giovanni (Beata Vergine di Loreto)
- Santa Maria Assunta di Cossignano
- San Basso di Cupra Marittima
- Sant'Andrea Apostolo di Cupra Marittima
- San Giovanni Battista di Grottammare
- San Martino di Tours di Grottammare
- Madonna della Speranza di Grottammare
- Gran Madre di Dio di Grottammare
- San Pio V di Grottammare
- Madonna di Fatima di Valtesino di Ripatransone
- Maria Ausiliatrice di Trivio di Ripatransone
- Santi Benigno e Michele Arcangelo di Ripatransone
- Santi Gregorio e Niccolò di Ripatransone

### Beata Maria Assunta Pallotta
- San Pietro Apostolo di Castignano
- Santa Caterina di Alessandria di Comunanza
- San Paolo Apostolo di Force
- Santa Maria Assunta di Montalto Marche
- Santa Maria in Viminato di Patrignone
- Santa Lucia di Porchia
- San Pietro Apostolo di Valdaso di Montalto Marche
- San Lorenzo di Montedinove
- San Michele Arcangelo di Montelparo
- San Benedetto Abate di Montemonaco
- Santi Pietro e Paolo di Montemonaco
- San Giorgio di Montemonaco
- San Lorenzo di Rotella

### Santa Maria in Montesanto
- San Pietro Apostolo di Cerqueto del Tronto
- Santa Maria della Misericordia di Faraone
- San Giuseppe di Paolantonio
- Santa Maria in Montesanto e Sant'Angelo di Ripe di Civitella
- Sant'Egidio Abate di Sant'Egidio alla Vibrata
- Santa Maria del Carmine di Villa Lempa

### Per la seu de Ripatransone
- Giuseppe Cappelletti, Le Chiese d'Italia della loro origine sino ai nostri giorni, vol. III, Venècia 1845, pp. 707-719 (italià)
- Pius Bonifacius Gams, Series episcoporum Ecclesiae Catholicae, Leipzig 1931, p. 723 (llatí)
- Konrad Eubel, Hierarchia Catholica Medii Aevi, vol. 3 Arxivat 2019-03-21 a Wayback Machine., p. 285; vol. 4 Arxivat 2018-10-04 a Wayback Machine., p. 296; vol. 5, p. 334; vol. 6, p. 358 (llatí)
- Butlla Illius fulciti, a Bullarum diplomatum et privilegiorum sanctorum Romanorum pontificum Taurinensis editio, Vol. VII, pp. 926-931 (llatí)
- Decret In dioecesi Ripana, AAS 65 (1973), pp. 156-157 (llatí)

### Per la seu de Montalto
- Giuseppe Cappelletti, Le Chiese d'Italia della loro origine sino ai nostri giorni, vol. III, Venècia 1845, pp. 721-727 (italià)
- Pius Bonifacius Gams, Series episcoporum Ecclesiae Catholicae, Leipzig 1931, pp. 704-705 (llatí)
- Konrad Eubel, Hierarchia Catholica Medii Aevi, vol. 3 Arxivat 2019-03-21 a Wayback Machine., p. 248; vol. 4 Arxivat 2018-10-04 a Wayback Machine., p. 246; vol. 5, p. 273; vol. 6, p. 294 (llatí)
- Butlla Super universas, a Bullarum diplomatum et privilegiorum sanctorum Romanorum pontificum Taurinensis editio, Vol. VIII, pp. 800-802 (llatí)